# 태양 노크
〈태양 노크〉(일본어: 太陽ノック 다이요놋쿠[*])는 일본의 여성 아이돌 그룹 노기자카46의 12번째 싱글이다.

## 개요
전작 〈생명은 아름다워〉로부터 약 4개월 만의 싱글이다.

## 수록곡

### TYPE-A
CD
1. 太陽ノック / 태양 노크
(작사: 아키모토 야스시 / 작곡: 쿠로스 카츠히코 / 편곡: 오사다 나오유키)
2. もう少しの夢 / 얼마 남지 않은 꿈
(작사: 아키모토 야스시 / 작곡: 마루타니 마나부 / 편곡: 노나카 “마사” 유이치)
3. 魚たちのLOVE SONG / 물고기들의 LOVE SONG
(작사: 아키모토 야스시 / 작곡·편곡: 와타나베 타쿠야)
4. 太陽ノック off vocal ver.
5. もう少しの夢 off vocal ver.
6. 魚たちのLOVE SONG off vocal ver.

DVD
1. 太陽ノック music video
2. 魚たちのLOVE SONG music video
3. 아키모토 마나츠 & 니시노 나나세
4. 이코마 리나 & 이노우에 사유리
5. 이토 카린 & 카와무라 마히로
6. 이토 쥰나 & 테라다 란제
7. 나카모토 히메카 & 노죠 아미
8. 호시노 미나미 & 마츠무라 사유리

### TYPE-B
CD
1. 太陽ノック / 태양 노크
2. もう少しの夢 / 얼마 남지 않은 꿈
3. 無表情 / 무표정
(작사: 아키모토 야스시 / 작곡·편곡: Akira Sunset)
4. 太陽ノック off vocal ver.
5. もう少しの夢 off vocal ver.
6. 無表情 off vocal ver.

DVD
1. 太陽ノック music video
2. 無表情 music video
3. 이쿠타 에리카 & 시라이시 마이
4. 에토 미사 & 타카야마 카즈미
5. 카와고 히나 & 사가라 이오리
6. 사이토 치하루 & 나가시마 세이라
7. 사이토 유리 & 신우치 마이
8. 스즈키 아야네 & 와타나베 미리아

### TYPE-C
CD
1. 太陽ノック / 태양 노크
2. もう少しの夢 / 얼마 남지 않은 꿈
3. 別れ際、もっと好きになる / 헤어질 때, 더 좋아진다
(작사: 아키모토 야스시 / 작곡·편곡: Akira Sunset, ha-j)
4. 太陽ノック off vocal ver.
5. もう少しの夢 off vocal ver.
6. 別れ際、もっと好きになる off vocal ver.

DVD
1. 太陽ノック music video
2. 別れ際、もっと好きになる music video
3. 이토 마리카 & 사쿠라이 레이카
4. 키타노 히나코 & 호리 미오나
5. 사이토 아스카 & 하시모토 나나미
6. 사사키 코토코 & 와다 마야
7. 나카다 카나 & 히구치 히나
8. 후카가와 마이 & 와카츠키 유미

### 통상반
CD
1. 太陽ノック / 태양 노크
2. もう少しの夢 / 얼마 남지 않은 꿈
3. 制服を脱いでサヨナラを… / 제복을 벗고 작별을…
(작사: 아키모토 야스시 / 작곡·편곡: 후루카와 타카히로)
4. 太陽ノック off vocal ver.
5. もう少しの夢 off vocal ver.
6. 制服を脱いでサヨナラを… off vocal ver.

### 세븐일레븐 한정반
CD
1. 太陽ノック / 태양 노크
2. もう少しの夢 / 얼마 남지 않은 꿈
3. 羽根の記憶 / 날개의 기억
(작사: 아키모토 야스시)
4. 太陽ノック off vocal ver.
5. もう少しの夢 off vocal ver.
6. 羽根の記憶 off vocal ver.

DVD
1. 太陽ノック music video
2. 羽根の記憶 music video

## 선발 멤버

### 태양 노크
(센터:이코마 리나)
- 1열: 시라이시 마이, 니시노 나나세, 이코마 리나, 이쿠타 에리카, 하시모토 나나미
- 2열: 타카야마 카즈미, 와카츠키 유미, 사쿠라이 레이카, 아키모토 마나츠, 후카가와 마이
- 3열: 마츠무라 사유리, 사이토 유리, 호시노 미나미, 사이토 아스카, 이토 마리카, 이노우에 사유리, 신우치 마이, 에토 미사

### 얼마 남지 않은 꿈
- 1기생: 니시노 나나세

### 물고기들의 LOVE SONG
- 1기생: 시라이시 마이, 타카야마 카즈미, 하시모토 나나미, 후카가와 마이

### 무표정
- 1기생: 이쿠타 에리카, 마츠무라 사유리

### 헤어질 때, 더 좋아진다
(센터:호리 미오나)
- 1기생: 카와고 히나, 사이토 치하루, 나카다 카나, 나카모토 히메카, 나가시마 세이라, 노죠 아미, 히구치 히나, 와다 마야
- 2기생: 이토 카린, 이토 쥰나, 키타노 히나코, 사가라 이오리, 사사키 코토코, 스즈키 아야네, 테라다 란제, 호리 미오나, 와타나베 미리아

### 제복을 벗고 작별을…
- 1기생: 사이토 아스카, 호시노 미나미

### 날개의 기억
- 1기생: 아키모토 마나츠, 이쿠타 에리카, 이코마 리나, 이토 마리카, 이노우에 사유리, 에토 미사, 사이토 아스카, 사이토 유리, 사쿠라이 레이카, 시라이시 마이, 타카야마 카즈미, 니시노 나나세, 하시모토 나나미, 후카가와 마이, 호시노 미나미, 마츠무라 사유리, 와카츠키 유미
- 2기생: 신우치 마이